# Форново ди Таро
Форново ди Таро је насеље у Италији у округу Парма, региону Емилија-Ромања.
Према процени из 2011. у насељу је живело 3029 становника. Насеље се налази на надморској висини од 136 м.

## Становништво
Према резултатима пописа становништва 2011. у општини је живело 6.192 становника.
| 1951. | 1961. | 1971. | 1981. | 1991. | 2001. | 2011. |
| ----- | ----- | ----- | ----- | ----- | ----- | ----- |
| 6.680 | 6.220 | 6.157 | 5.966 | 5.906 | 5.984 | 6.192 |

## Партнерски градови
- Шиклош